# Приклонский, Виктор Александрович
Виктор Александрович Приклонский (1899—1959) — учёный-геолог, гидрогеолог, член-корреспондент АН СССР (1958), лауреат премии имени Ф. П. Саваренского (1952).

## Биография
Родился 26 января (7 февраля) 1899 года в Москве в семье учителей средней школы.
Отец незадолго до смерти (1914) получил личное дворянство, которое на членов семьи не распространялось.
В 1916 году — с серебряной медалью окончил 10-ю Московскую гимназию.
С 1916 по 1920 годы — учился в 1-м Московском университете, факультет общественных наук (этнолого-лингвистическое отделение), совмещая учёбу с работой учителем в школах первой ступени Замоскворецкого района Москвы.
С октября 1919 года по май 1920 года — рядовой 1-го Западного стрелкового полка МВО в Красной Армии.
После службы был направлен в Московскую горную академию, которую окончил в 1928 году (геологоразведочный факультет). Дипломная работа под названием «Геологическое строение Мильской степи и прилежащей части Нагорного Карабаха и их водоносность» была признана квалификационной комиссией серьёзной научной работой. Во время учёбы в академии начал работать коллектором, затем геологом в съемочных партиях.
С 1925 по 1930 годы — работал в Закавказье сначала начальником гидрологической партии Комиссии СТО по обследованию Закавказья, затем старшим геологом Управления по составлению водного плана при Совнаркоме ЗСФСР.
В 1930 году — перешел на постоянную работу в Московский геологоразведочный институт, где прошел путь от ассистента до профессора (1950—1959) кафедры гидрогеологии и инженерной геологии, декан геологического факультета МГРИ (1932—1935).
В 1931—1932 годах — руководил геологическими, гидрогеологическими и инженерно-геологическими работами по трассе канала имени Москвы в качестве начальника комплексной экспедиции Московского геологоразведочного института.
В 1935 году — была присуждена ученая степень кандидата геолого-минералогических наук без защиты диссертации по представлению Геологического института АН СССР.
В 1934 году, в связи с начавшимся переездом учреждений АН СССР в Москву был приглашен на работу в Геологический институт в качестве ученого специалиста отдела гидрогеологии. После ликвидации этого отдела был утвержден ученым секретарем Комиссии по гидрогеологии при Отделении геолого-географических наук (1939—1943), а с 1944 по 1957 год (после ликвидации Комиссии) был старшим научным сотрудником Лаборатории гидрогеологических проблем при Отделении геолого-географических наук АН СССР.
В период Великой Отечественной войны работал сначала в Бюро военной геологии при Моссовете, а затем Семипалатинске исполнял обязанности доцента МГРИ. Выполнил большой объём работ по строительству оборонительных сооружений в Москве.
В 1950 году — защитил докторскую диссертацию, тема: «Основные современные проблемы грунтоведения», и в 1951 году ему была присуждена ученая степень доктора геолого-минералогических наук.
Тематика работы ученого в Лаборатории была связана с изучением гидрогеологических условий засушливых областей и проблем грунтоведении. С 1955 года — заместитель директора, а с 1957 года до конца жизни — директор Лаборатории гидрогеологических проблем АН СССР.
В 1958 году — избран членом-корреспондентом АН СССР.
Умер 13 февраля 1959 года в Москве. Похоронен на Даниловском кладбище.

## Научная деятельность
Основные труды посвящены гидрогеологии и инженерной геологии.
Предложил инженерно-геологическую классификацию горных пород и схемы последовательного формирования инженерно-геологических свойств осадочных пород, установил ряд закономерностей диффузии солей в глинистых породах, что имеет значение для решения проблемы формирования подземных вод и глинистых осадков.
Разработал новое направление в изучении инженерно-геологических свойств горных пород.
В течение 1930-х — 1940-х годах участвовал в многочисленных экспедициях Госплана СССР и стройках пятилеток в качестве эксперта (гидроузлы на Волге, Каме, Дону, Оке, Куре и др. реках, каналы Волга-Москва и Волга-Дон, Манычском канал, орошаемые земли Закавказья, при строительстве Московского метрополитена и Дворца Советов и так далее).
В МГРИ читал курсы лекций по гидрогеологии и инженерной геологии, а также руководил подготовкой аспирантов.
Ввел новый курс лекций «Грунтоведение», опубликованный в 1943 году, который освещал свойства глинистых пород с точки зрения коллоидно-химических представлений, а не капиллярной теории, как это было принято ранее.

## Семья
- Брат — Анатолий
- Сестра — Любовь
- Жена — Евгения Павловна Приклонская
- Дочь — Ирина Викторовна

## Награды
- Орден Трудового Красного Знамени (1951)
- Премия имени Ф. П. Саваренского (1952) — за работы: «Грунтоведение». ч. I, «Геологические основы грунтоведения», т.т. I и II и «Инженерно-геологическая характеристика генетических типов и комплексов горных пород»
- Сталинская премия за выдающиеся изобретения и коренные усовершенствования методов производственной работы (третьей степени, в области строительства, в составе группы, за 1952 год) — за создание методического руководства по инженерно — геологическим исследованиям для гидроэнергетического строительства
- Медаль «За оборону Москвы» (1944)
- Медаль «За доблестный труд в Великой Отечественной войне 1941—1945 гг.» (1945)
- Медаль «В память 800-летия Москвы» (1946)